# Behexen
I Behexen sono un gruppo musicale black metal fondato nel 1994 a Hämeenlinna, Finlandia.

## Formazione

### Formazione attuale
- Torog – voce
- Reaper – chitarra (1994-1998, 2004-)
- Gargantum – chitarra (1998-)
- Shatraug – basso nei concerti (2003-)
- Horns – batteria

### Ex componenti
- Lunatic – basso (1998-2003)
- Veilroth – chitarra (2000-2004)

## Discografia

### Album in studio
- 2000 – Rituale Satanum
- 2004 – By the Blessing of Satan
- 2008 – My Soul for His Glory
- 2012 – Nightside Emanations
- 2016 – The Poisonous Path

### Demo e EP
- 1995 – Reality is in Evil...
- 1997 – Eternal Realm
- 1998 – Blessed Be the Darkness
- 2004 – Horna / Behexen|Behexen & Horna
- 2008 – From the Devil's Chalice
- 2008 – Behexen & Satanic Warmaster